# Chiesa dello Spirito Santo (Oulu)
La chiesa dello Spirito Santo è una chiesa luterana evangelica situata ad Oulu. Fa parte della diocesi luterana di Oulu.

## Storia
La chiesa di legno, chiamata chiesa dello Spirito Santo, è stata costruita per l'ex comune rurale di Oulu tra il 1907 e il 1908. È stata progettata dall'architetto Victor J. Sucksdorff.
L'interno della chiesa è stato modernizzato nel 1950, ma il nuovo stile non piacque alla gente, infatti la chiesa venne ricostituita nella metà degli anni 80.

## Descrizione
La chiesa è lunga 34 metri e larga 15 metri. Il soffitto è alto 20 metri e il campanile 43. L'assale della chiesa è collegato con l'altare, il pulpito e l'organo in un'unica entità. Una soluzione simile non esiste in nessun'altra chiesa finlandese. Sulla parte opposta della chiesa vi è una croce con il cristogramma JHS. Nella chiesa vi sono scritti i nomi degli apostoli e dei discepoli di Gesù, tutti sulla stessa altezza tranne quello di Giuda Iscariota, posto molto in basso rispetto agli altri.
Fuori dalla chiesa vi sono la cappella per celebrare i matrimoni e il cimitero. L'ambiente intorno alla chiesa, essendo costituito da terreni agricoli, sembra un sottobosco.

## Galleria d'immagini

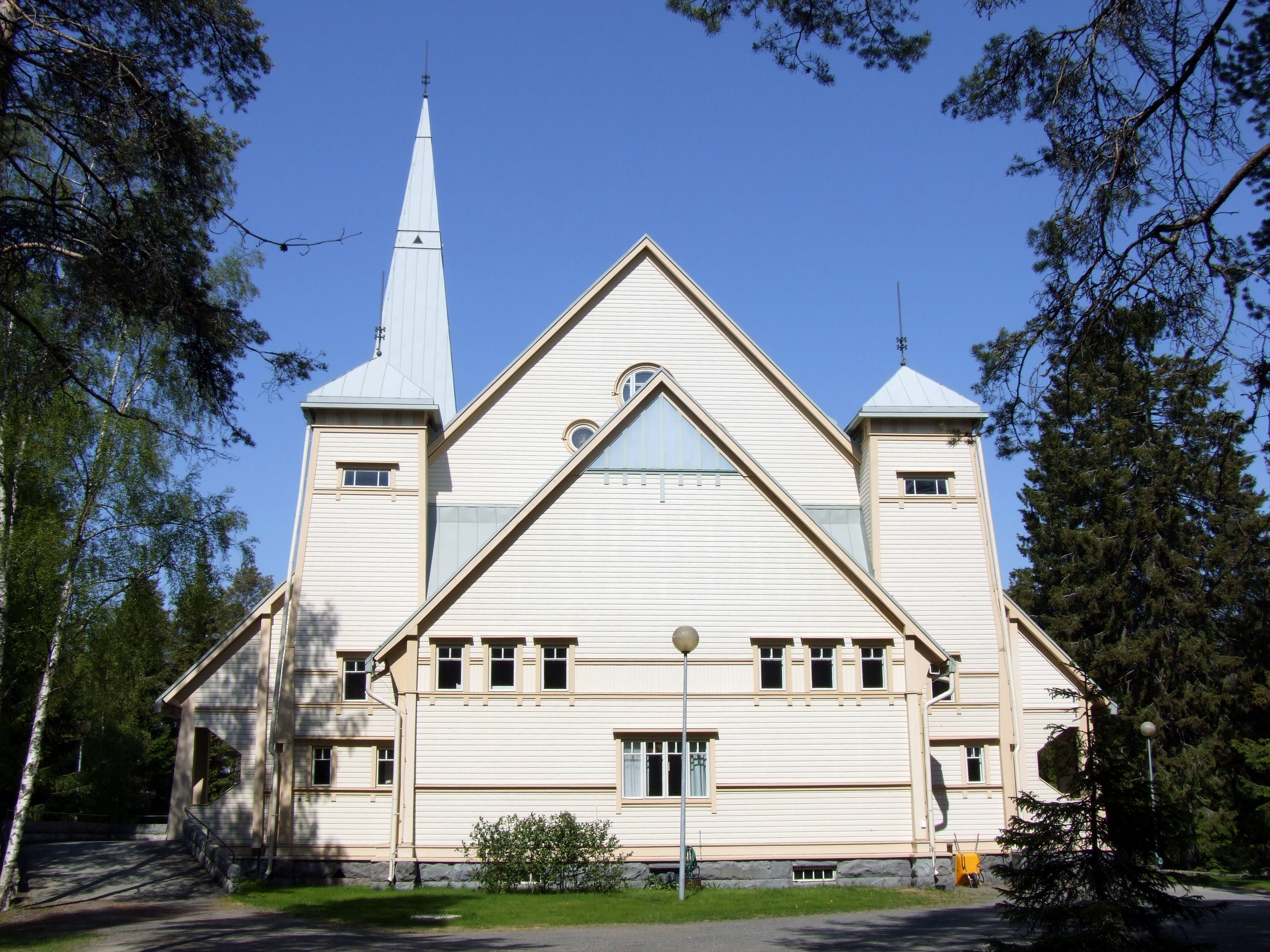
La chiesa vista dall'esterno
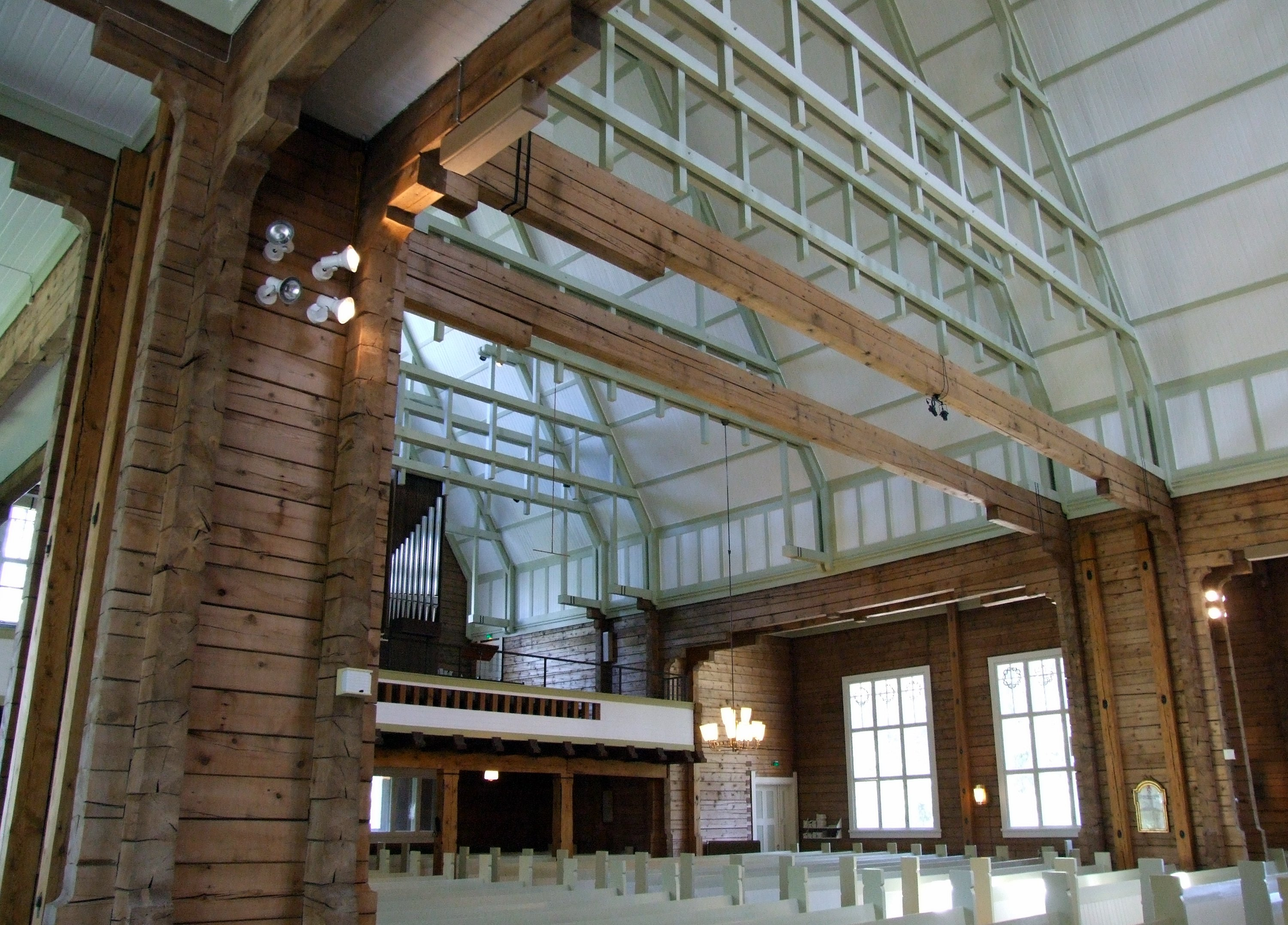
Interno
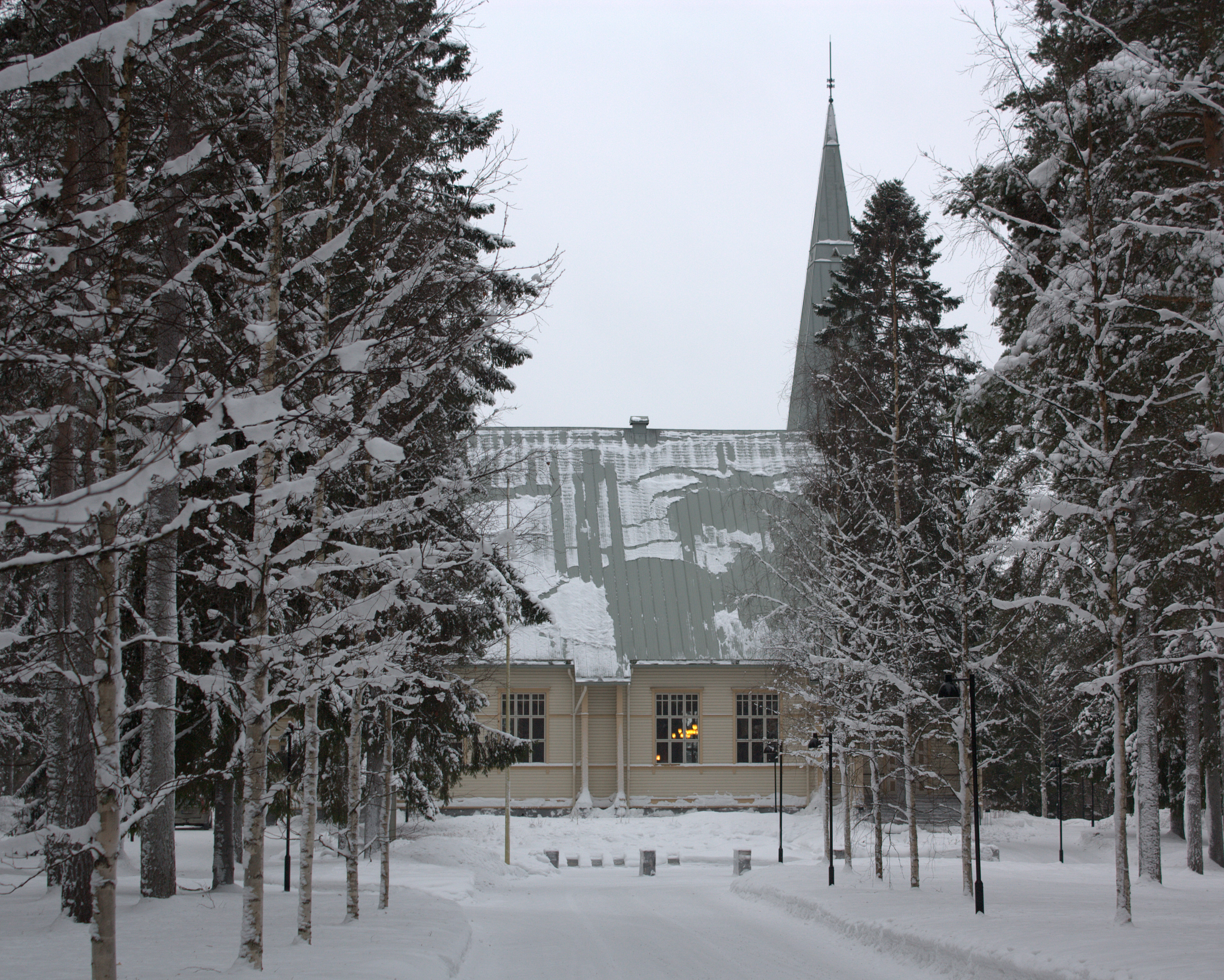
La chiesa d'inverno